# Antoine Rollin
Pour les articles homonymes, voir Rollin.
Antoine Rollin ou Rolin, né en 1424 et mort le 4 septembre 1497, est un gentilhomme français.

## Biographie
Septième enfant de Nicolas Rolin, il est le troisième enfant du troisième mariage de son père avec dame Guigone de Salins. Il voit le jour en 1424. Il est seigneur d'Aymeries et de Raismes (1457-1491), vidame de Chalon-sur-Saône en 1462, maréchal héréditaire du Hainaut, grand-veneur du Hainaut, grand-chambellan du comte du Charolais, Charles le Téméraire vers 1449, grand-bailli du Hainaut.
Le 8 août 1444, il épouse Marie d'Ailly de Raineval, dame du Bois du Quesnoy, qui lui donne cinq enfants : Jean VII, mort en 1477 à Nancy, époux de Charlotte de Chalon (sans postérité) ; Jacques, Nicolas, Nicole et Louis Rollin.
Antoine Rollin est inhumé à la chartreuse Notre-Dame de Macourt à Marly-lès-Valenciennes (aujourd'hui Marly (Nord)),, où il possède un fief.